# Scytodes
Scytodes è un genere di ragni sputatori che si trovano in tutto il mondo. La specie più diffusa è Scytodes thoracica, che originariamente aveva una distribuzione paleartica, ma è stata introdotta in Nord America, Argentina, India, Australia e Nuova Zelanda. Il genere è stato descritto per la prima volta da Pierre André Latreille nel 1804.

## Comportamento

### Riproduzione
Le femmine portano le loro uova fino alla schiusa. Al momento della schiusa, i giovani ragni rimangono nella ragnatela della madre. Questi catturano e si nutrono in modo cooperativo di prede catturate nella ragnatela. Al raggiungimento della maturità sessuale, i giovani ragni lasciano la ragnatela, si allontanano a breve distanza e mostrano un comportamento solitario.

### Sputo
Lo sputo da cui deriva il suo nome viene utilizzato come metodo per intrappolare la preda o sfuggire ai predatori. La gomma appiccicosa viene espulsa dalle loro zanne e può essere sparata fino a dieci volte la lunghezza del corpo dal ragno.

## Specie
A luglio 2020 Scytodes contiene 222 specie e due sottospecie. Si trovano in Sudamerica, Caraibi, America centrale, Africa, Europa, Asia, Nordamerica, Oceania e nelle isole del Pacifico:

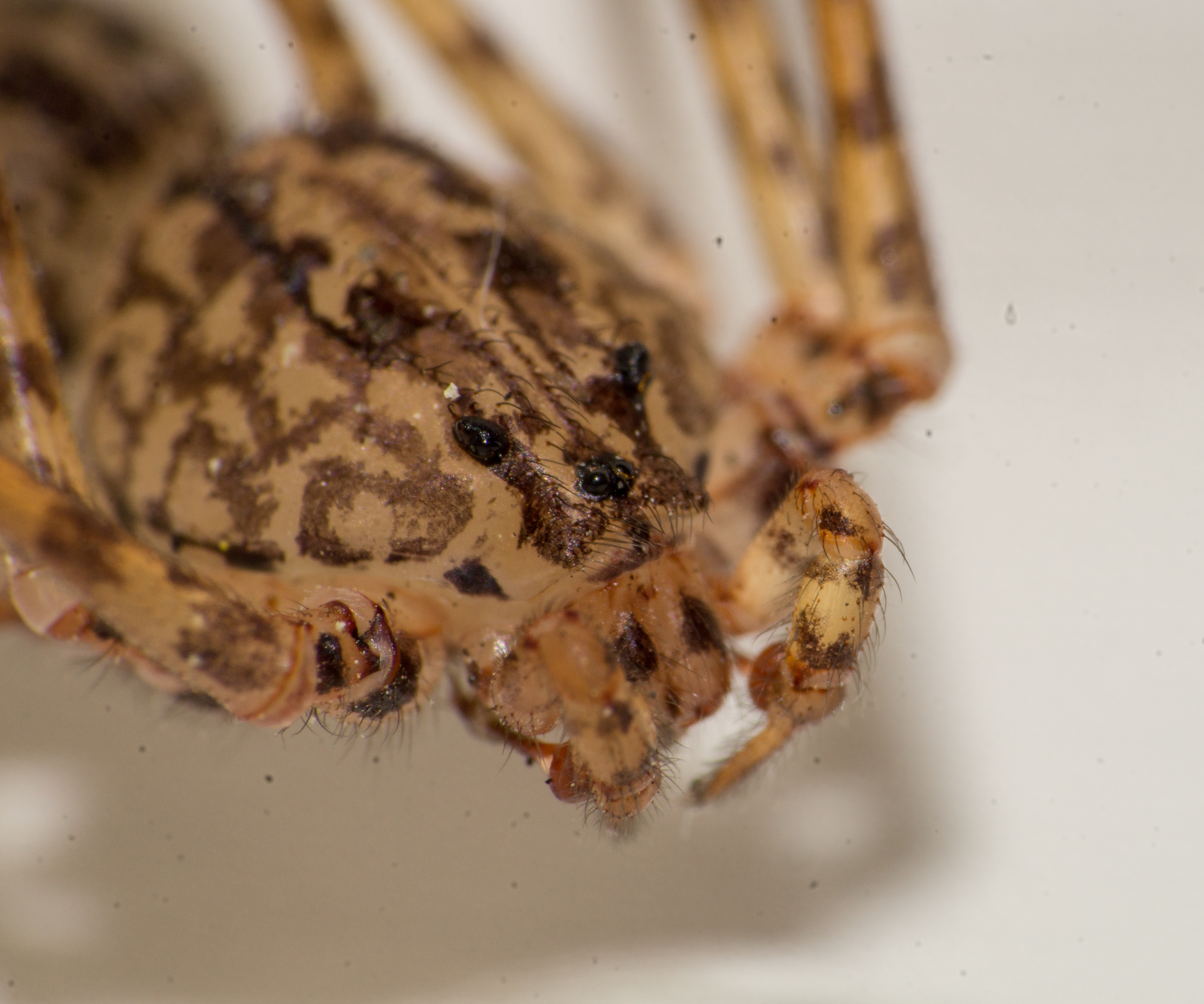
Scytodes glabula

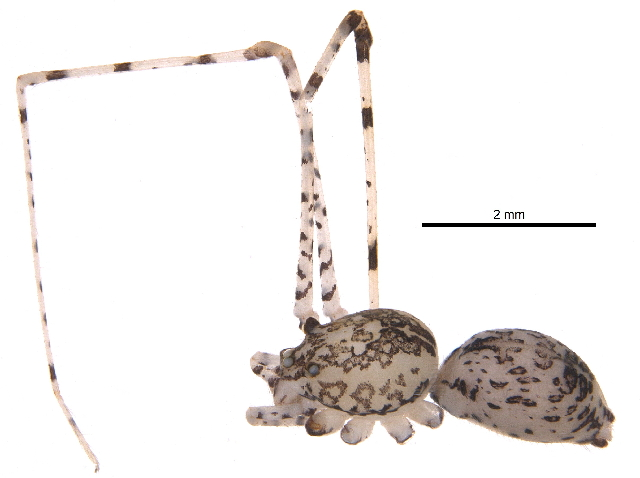
Scytodes intricata

- S. adisi Rheims & Brescovit, 2009 – Brasile
- S. aethiopica Simon, 1907 – Etiopia
- S. affinis Kulczyński, 1901 – Etiopia
- S. aharonii Strand, 1914 – Israele
- S. akytaba Rheims & Brescovit, 2006 – Brasile
- S. alayoi Alayón, 1977 – Messico, Cuba
- S. albiapicalis Strand, 1907 – Cina
- S. alcomitzli Rheims, Brescovit & Durán-Barrón, 2007 – Messico
- S. alfredi Gajbe, 2004 – India
- S. altamira Rheims & Brescovit, 2000 – Brasile
- S. annulipes Simon, 1907 – Algeria, Tunisia, Libia
- S. antonina Rheims & Brescovit, 2009 – Brasile
- S. apuecatu Rheims & Brescovit, 2006 – Brasile
- S. arboricola Millot, 1946 – Costa d'Avorio
- S. arenacea Purcell, 1904 – Namibia, Sudafrica
- S. armata Brescovit & Rheims, 2001 – Costa Rica
- S. aruensis Strand, 1911 – Indonesia (Aru Is.)
- S. arwa Rheims, Brescovit & van Harten, 2006 – Yemen, Iran
- S. atlacamani Rheims, Brescovit & Durán-Barrón, 2007 – Messico
- S. atlacoya Rheims, Brescovit & Durán-Barrón, 2007 – Messico
- S. atlatonin Rheims, Brescovit & Durán-Barrón, 2007 – Messico
- S. auricula Rheims & Brescovit, 2000 – Brasile
- S. balbina Rheims & Brescovit, 2000 – Brasile
- S. becki Rheims & Brescovit, 2001 – Brasile
- S. bertheloti Lucas, 1838 – Dal Mediterraneo al Turkmenistan
- S. bilqis Rheims, Brescovit & van Harten, 2006 – Yemen
- S. blanda Bryant, 1940 – Cuba
- S. bocaina Rheims & Brescovit, 2009 – Brasile
- S. bonito Rheims & Brescovit, 2009 – Brasile
- S. brignolii Rheims & Brescovit, 2009 – Brasile
- S. broomi Pocock, 1902 – Namibia, Sudafrica
- S. brunnea González-Sponga, 2004 – Venezuela
- S. caffra Purcell, 1904 – Sudafrica
- S. caipora Rheims & Brescovit, 2004 – Brasile
- S. camerunensis Strand, 1906 – Camerun
- S. canariensis Wunderlich, 1987 – Isole Canarie
- S. caratinga Rheims & Brescovit, 2009 – Brasile
- S. caure Rheims & Brescovit, 2004 – Brasile
- S. cavernarum Roewer, 1962 – Malaysia
- S. cedri Purcell, 1904 – Sudafrica
- S. cellularis Simon, 1907 – Africa centrale
- S. championi F. O. Pickard-Cambridge, 1899 – Dal Messico al Brasile
- S. chantico Rheims, Brescovit & Durán-Barrón, 2007 – Messico
- S. chapeco Rheims & Brescovit, 2009 – Brasile
- S. chiconahui Rheims, Brescovit & Durán-Barrón, 2007 – Messico
- S. chiquimula Brescovit & Rheims, 2001 – Guatemala
- S. chopim Rheims & Brescovit, 2009 – Brasile
- S. clavata Benoit, 1965 – Congo
- S. cogu Brescovit & Rheims, 2001 – Costa Rica
- S. congoanus Strand, 1908 – Congo
- S. constellata Lawrence, 1938 – Sudafrica
- S. coronata Thorell, 1899 – Africa occidentale
- S. cotopitoka Rheims, Barreiros, Brescovit & Bonaldo, 2005 – Brasile
- S. cubensis Alayón, 1977 – Cuba, Trinidad
- S. curimaguana González-Sponga, 2004 – Venezuela
- S. curupira Rheims & Brescovit, 2004 – Brasile
- S. darlingtoni Alayón, 1977 – Cuba
- S. diminuta Valerio, 1981 – Costa Rica
- S. dissimulans Petrunkevitch, 1929 – Porto Rico
- S. dollfusi Millot, 1941 – Costa d'Avorio
- S. domhelvecio Rheims & Brescovit, 2009 – Brasile
- S. dorothea Gertsch, 1935 – USA
- S. drakensbergensis Lawrence, 1947 – Sudafrica
- S. edwardsi Barrion, Barrion-Dupo & Heong, 2013 – Cina
- S. eleonorae Rheims & Brescovit, 2001 – Brasile
- S. elizabethae Purcell, 1904 – Sudafrica
- S. farri Alayón, 1985 – Giamaica
- S. flagellata Purcell, 1904 – Sudafrica
- S. florifera Yin & Xu, 2012 – Cina
- S. fourchei Lessert, 1939 – Africa centrale e orientale
- S. fusca Walckenaer, 1837 – America centrale e meridionale. Introdotta in Europa, Africa tropicale, Seychelles, Birmania, Cina, Giappone, Hawaii
- S. genebra Rheims & Brescovit, 2009 – Brasile
- S. gertschi Valerio, 1981 – Panama
- S. gilva (Thorell, 1887) – India, Birmania
- S. globula Nicolet, 1849 – Bolivia, Brasile, Argentina, Uruguay, Cile
- S. gooldi Purcell, 1904 – Sudafrica
- S. grammocephala Simon, 1909 – Vietnam
- S. guapiassu Rheims & Brescovit, 2009 – Brasile
- S. guttipes Simon, 1893 – Venezuela, Trinidad
- S. hahahae Rheims & Brescovit, 2001 – Brasile
- S. humilis L. Koch, 1875 – Etiopia
- S. iabaday Rheims & Brescovit, 2001 – Brasile
- S. iara Rheims & Brescovit, 2004 – Brasile
- S. ilhota Rheims & Brescovit, 2009 – Brasile
- S. imbituba Rheims & Brescovit, 2009 – Brasile
- S. immaculata L. Koch, 1875 – Egitto
- S. insperata Soares & Camargo, 1948 – Brasile
- S. intricata Banks, 1909 – Dal Messico alla Costa Rica
- S. itabaiana Rheims & Brescovit, 2009 – Brasile
- S. itacuruassu Rheims & Brescovit, 2006 – Brasile
- S. itapecerica Rheims & Brescovit, 2009 – Brasile
- S. itapevi Brescovit & Rheims, 2000 – Brasile
- S. itzana Chamberlin & Ivie, 1938 – Messico
- S. itzli Rheims, Brescovit & Durán-Barrón, 2007 – Messico
- S. janauari Brescovit & Höfer, 1999 – Brasile
- S. jousseaumei Simon, 1907 – Gibuti
- S. jurubatuba Rheims & Brescovit, 2009 – Brasile
- S. jurupari Rheims & Brescovit, 2004 – Brasile
- S. jyapara Rheims & Brescovit, 2006 – Brasile
- S. kaokoensis Lawrence, 1928 – Namibia
- S. karrooica Purcell, 1904 – Sudafrica
- S. kinsukus Patel, 1975 – India
- S. kinzelbachi Wunderlich, 1995 – Turchia, Giordania
- S. lanceolata Purcell, 1904 – Sudafrica
- S. lawrencei Lessert, 1939 – Africa centrale e orientale
- S. leipoldti Purcell, 1904 – Sudafrica
- S. leprosula Strand, 1913 – Africa centrale
- S. lesserti Millot, 1941 – Guinea
- S. lewisi Alayón, 1985 – Giamaica
- S. lineatipes Taczanowski, 1874 – Dal Venezuela al Paraguay
- S. liui Wang, 1994 – Cina
- S. longipes Lucas, 1844 – America meridionale. Introdotta nelle isole del Pacifico, Guinea, Congo, Indonesia (Nuova Guinea), Australia (Queensland)
  - Scytodes l. simplex Franganillo, 1926 – Cuba
- S. lorenzoi Alayón, 1977 – Cuba
- S. lugubris (Thorell, 1887) – Asia tropicale. Introdotta nelle Hawaii, Messico
- S. luteola Simon, 1893 – Venezuela
- S. lycosella Purcell, 1904 – Sudafrica
- S. lyriformis Purcell, 1904 – Sudafrica
- S. magna Bristowe, 1952 – Malaysia
- S. major Simon, 1886 – Africa
- S. makeda Rheims, Brescovit & van Harten, 2006 – Yemen, Oman, Iran
- S. mangabeiras Rheims & Brescovit, 2009 – Brasile
- S. mapia Rheims & Brescovit, 2000 – Brasile
- S. mapinguari Rheims & Brescovit, 2004 – Brasile
- S. maquine Rheims & Brescovit, 2009 – Brasile
- S. maresi Rheims & Brescovit, 2001 – Brasile
- S. maritima Lawrence, 1938 – Sudafrica
- S. marlieria Rheims & Brescovit, 2009 – Brasile
- S. maromba Rheims & Brescovit, 2009 – Brasile
- S. marshalli Pocock, 1902 – Sudafrica
- S. martiusi Brescovit & Höfer, 1999 – Brasile
- S. mawphlongensis Tikader, 1966 – India, Nepal, Thailandia
- S. mayahuel Rheims, Brescovit & Durán-Barrón, 2007 – Messico
- S. montana Purcell, 1904 – Sudafrica
- S. monticola González-Sponga, 2004 – Venezuela
- S. multilineata Thorell, 1899 – Africa centrale e occidentale
- S. nambiobyrassu Rheims & Brescovit, 2009 – Brasile
- S. nambiussu Rheims & Brescovit, 2006 – Brasile
- S. nanahuatzin Rheims, Brescovit & Durán-Barrón, 2007 – Messico
- S. nigristernis Simon, 1907 – Guinea-Bissau
- S. noeli Alayón, 1977 – Cuba
- S. obelisci Denis, 1947 – Egitto
- S. opoxtli Rheims, Brescovit & Durán-Barrón, 2007 – Messico
- S. oswaldi Lenz, 1891 – Madagascar
- S. paarmanni Brescovit & Höfer, 1999 – Brasile
- S. pallida Doleschall, 1859 – India, Cina, Filippine, Nuova Guinea
- S. panamensis Brescovit & Rheims, 2001 – Panama
- S. panguana Brescovit & Höfer, 1999 – Perù
- S. paramera González-Sponga, 2004 – Venezuela
- S. pholcoides Simon, 1898 – Seychelles
- S. pintodarochai Rheims & Brescovit, 2009 – Brasile
- S. piroca Rheims & Brescovit, 2000 – Brasile
- S. piyampisi Rheims, Barreiros, Brescovit & Bonaldo, 2005 – Brasile
- S. propinqua Stoliczka, 1869 – Pakistan
- S. pulchella Berland, 1914 – Africa orientale
- S. punctipes Simon, 1907 – São Tomé e Príncipe
- S. quarta Lawrence, 1927 – Namibia
- S. quattuordecemmaculata Strand, 1907 – Cina
- S. quinqua Lawrence, 1927 – Namibia
- S. redempta Chamberlin, 1924 – Messico
- S. reticulata Jézéquel, 1964 – Costa d'Avorio
- S. robertoi Alayón, 1977 – Cuba
- S. rubra Lawrence, 1937 – Sudafrica
- S. ruizensis Strand, 1914 – Colombia
- S. rupestris González-Sponga, 2004 – Venezuela
- S. saaristoi Rheims & Brescovit, 2009 – Brasile
- S. saci Rheims & Brescovit, 2004 – Brasile
- S. sansibarica Strand, 1907 – Tanzania (Zanzibar)
- S. schultzei Purcell, 1908 – Sudafrica
- S. semipullata (Simon, 1909) – Tibet
- S. seppoi Bosmans & Van Keer, 2014 – Algeria, Tunisia
- S. sexstriata Roewer, 1960 – Afghanistan
- S. silvatica Purcell, 1904 – Sudafrica
- S. sincora Rheims & Brescovit, 2009 – Brasile
- S. skuki Rheims & Brescovit, 2001 – Brasile
- S. socialis Miller, 2006 – Madagascar
- S. sordida Dyal, 1935 – Pakistan
- S. stoliczkai Simon, 1897 – India
- S. strandi Spassky, 1941 – Iran, Asia centrale
- S. strussmannae Rheims & Brescovit, 2001 – Brasile
- S. subadulta Strand, 1911 – Indonesia (Aru Is.)
- S. subulata Purcell, 1904 – Sudafrica
- S. symmetrica Lawrence, 1938 – Sudafrica
- S. tabuleiro Rheims & Brescovit, 2009 – Brasile
- S. tacapepucu Rheims & Brescovit, 2006 – Brasile
- S. tapacura Rheims & Brescovit, 2009 – Brasile
- S. tapuia Rheims & Brescovit, 2009 – Brasile
- S. tardigrada Thorell, 1881 – Birmania, Nuova Guinea, Australia (Queensland)
- S. tegucigalpa Brescovit & Rheims, 2001 – Honduras
- S. tenerifensis Wunderlich, 1987 – Isole Canarie
- S. tertia Lawrence, 1927 – Angola, Namibia
- S. testudo Purcell, 1904 – Sudafrica
- S. tezcatlipoca Rheims, Brescovit & Durán-Barrón, 2007 – Messico
- S. thoracica (Latreille, 1802) (type) – Europa, Africa settentrionale, Turchia, Iran, Asia temperata fino a Cina, Corea, Giappone. Introdotta in Nordamerica, Argentina, India, Australia, Nuova Zelanda
- S. tinkuan Rheims & Brescovit, 2004 – Brasile
- S. tlaloc Rheims, Brescovit & Durán-Barrón, 2007 – Messico
- S. triangulifera Purcell, 1904 – Sudafrica
- S. trifoliata Lawrence, 1938 – Sudafrica
- S. tropofila González-Sponga, 2004 – Venezuela
- S. turvo Rheims & Brescovit, 2009 – Brasile
- S. tuyucua Brescovit, Rheims & Raizer, 2004 – Brasile
- S. tyaia Rheims & Brescovit, 2009 – Brasile
- S. tyaiamiri Rheims & Brescovit, 2006 – Brasile
- S. tyaiapyssanga Rheims & Brescovit, 2006 – Brasile
- S. tzitzimime Rheims, Brescovit & Durán-Barrón, 2007 – Messico
- S. uligocetes Valerio, 1981 – Costa Rica
- S. una Rheims & Brescovit, 2009 – Brasile
- S. univittata Simon, 1882 – Egitto, Iran, India, Turkmenistan, Kirghizistan. Introdotta nelle Hawaii, Messico, Cuba, Venezuela, Brasile, Paraguay, Cile, Isole Canarie, Spagna
  - Scytodes u. unilineata Thorell, 1887 – Birmania
- S. upia Rheims & Brescovit, 2006 – Brasile
- S. vassununga Rheims & Brescovit, 2009 – Brasile
- S. vaurieorum Brescovit & Rheims, 2001 – Messico, Guatemala
- S. velutina Heineken & Lowe, 1832 – Mediterraneo, Capo Verde, Seychelles
- S. venusta (Thorell, 1890) – Dallo Sri Lanka all'Indonesia (Giava). Introdotta nei Paesi Bassi
- S. vieirae Rheims & Brescovit, 2000 – Brasile
- S. vittata Keyserling, 1877 – Colombia, Brasile
- S. xai Rheims & Brescovit, 2006 – Brasile
- S. ybyrapesse Rheims & Brescovit, 2006 – Brasile
- S. yphanta Wang, 1994 – Cina
- S. yssaiapari Rheims & Brescovit, 2006 – Brasile
- S. ytu Rheims & Brescovit, 2009 – Brasile
- S. zamena Wang, 1994 – Cina
- S. zamorano Brescovit & Rheims, 2001 – Honduras
- S. zapatana Gertsch & Mulaik, 1940 – USA